# Ruscova (Fluss)
Der Ruscova (rumänisch Râul Ruscova, ukrainisch Рускова) ist ein rechter Nebenfluss des Vișeu im Kreis Maramureș in den Ostkarpaten in Rumänien. Das Einzugsgebiet ist 433 km² groß. Der Oberlauf wird auch Valea Rica („Bach Rica“) genannt; bei der „Nationalen Verwaltung der rumänischen Gewässer“ (Administrația Națională Apele Române) wird der Fluss ab dessen Quelle als Ruscova bezeichnet.

## Verlauf
Der Fluss entspringt der Izvorul Rica (deutsch Rica-Quelle) genannt, oberhalb von Poienile de sub Munte in der Nähe der ukrainischen Grenze – nur 16 km vom nächsten ukrainischen Dorf Burkut entfernt – durchfließt auch die Ortschaft Repedea und mündet bei Ruscova in den Vișeu.
Die Quelle des Ruscova befindet sich bei etwa 1480 m, der Fluss ist 38 Kilometer lang (19,67 km Luftlinie) und hat ein Einzugsgebiet von etwa 433 km².

## Interessante Fakten
- Die drum județean (Kreisstraße) DJ187 folgt dem Flussverlauf durch Poienile de sub Munte.
- Im Dorf Ruscova am linken Ufer des Flusses befindet sich ein alter Jüdischer Friedhof.[3]

## Bilder

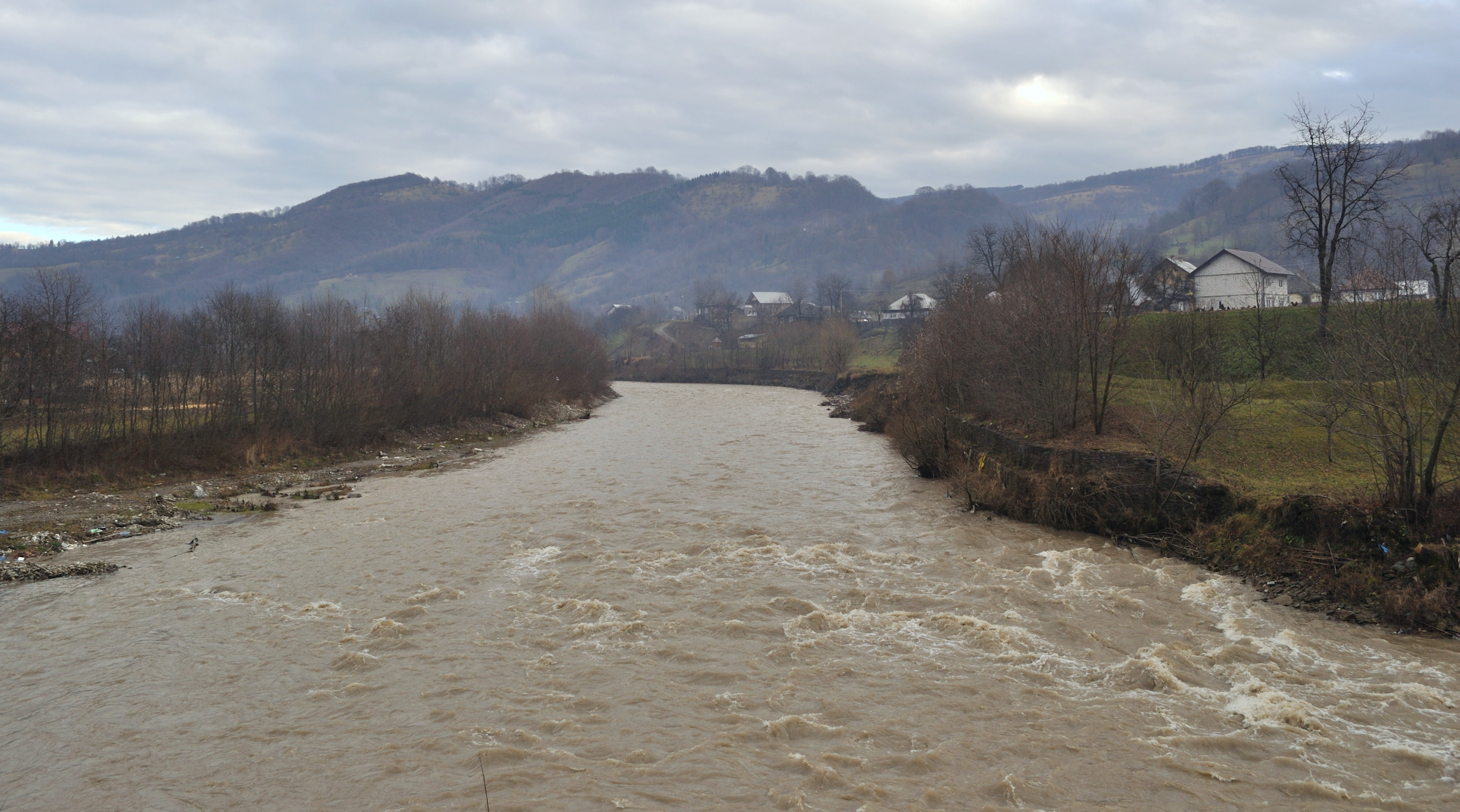
Râul Ruscova in Ruscova
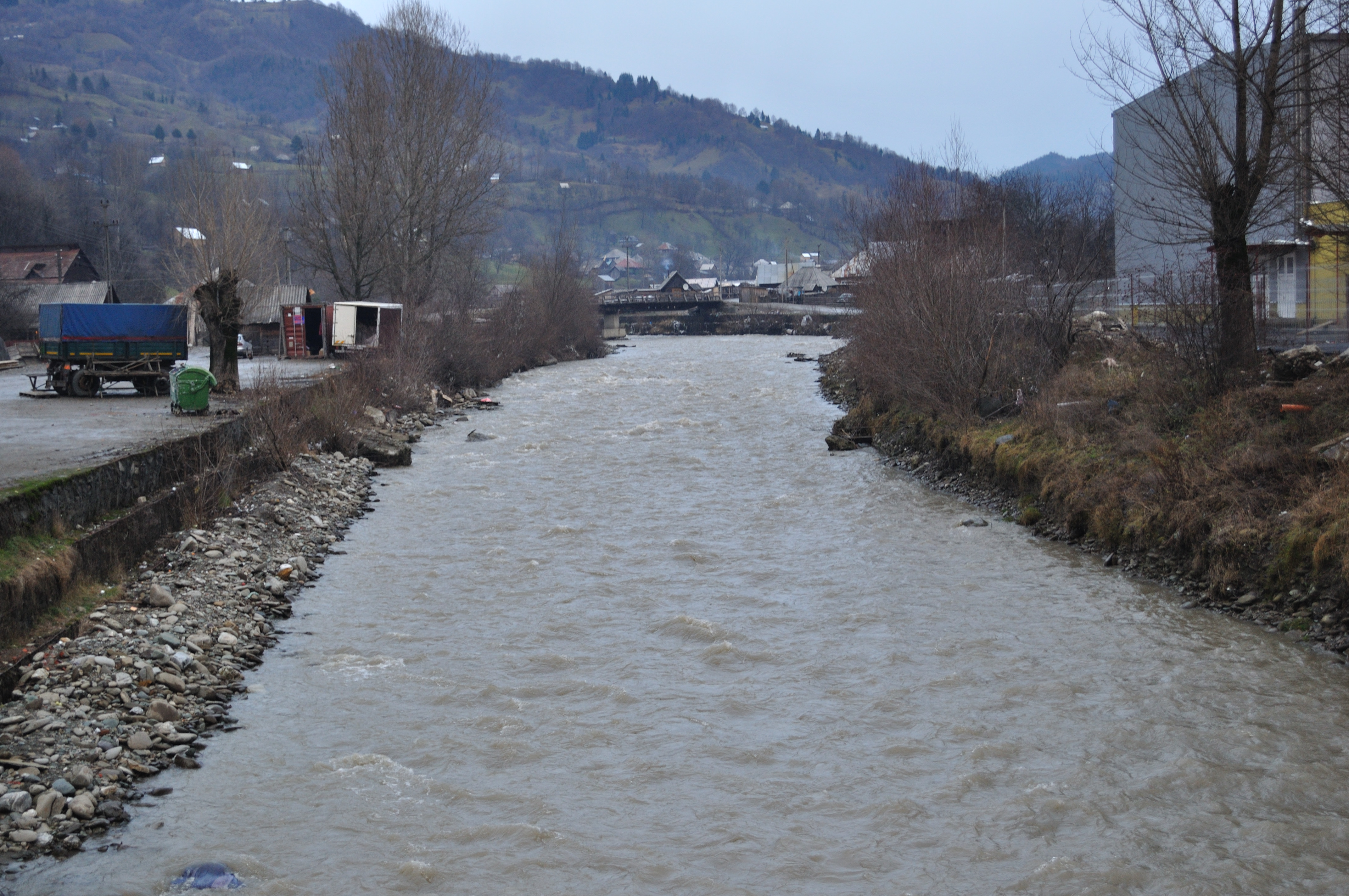
Ruscova bei Poienile de sub Munte
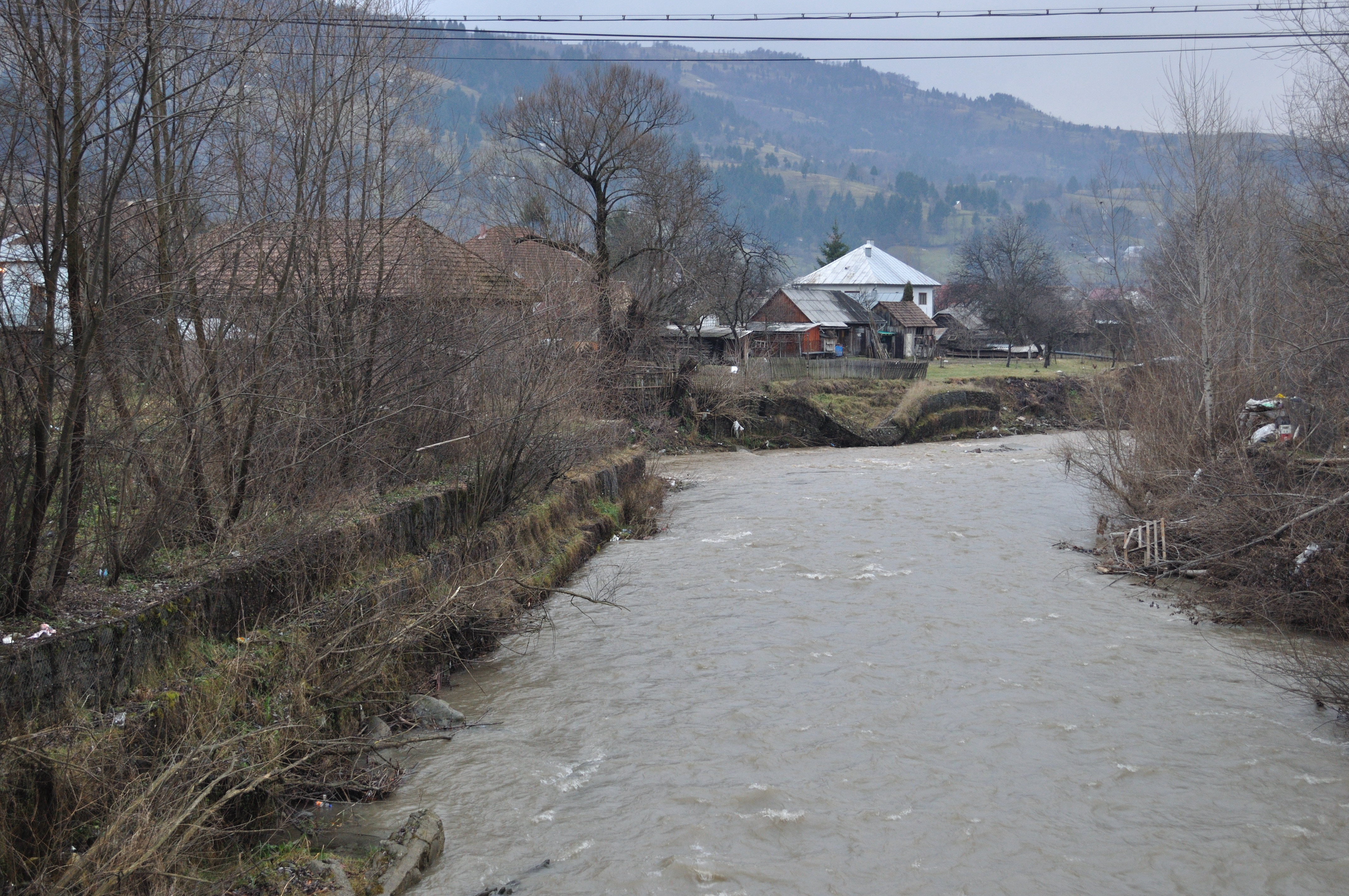
Ruscova an der Mündung der Cvașnița